# Бастанджян, Мигран Мигранович
Мигран Мигранович Бастанджян (9 [22] августа 1913 — 14 февраля 1958) — советский воин-пехотинец в годы Великой Отечественной войны, Герой Советского Союза (22 февраля 1944). Лейтенант.

## Биография
Родился в 1913 году в селе Верхняя Эшера Кутаисской Губернии Российской империи. В детстве семья переехала в село Алахадзы.
Окончил среднюю школу и рабфак при Ростовском финансово-экономическом институте. Работал экспедитором и заведующим складом в тресте «Абхазторг». С 1935 по 1937 годы служил на срочной службе в Красной Армии, после увольнения запас вернулся на родину. Член ВКП(б) с 1940 года.
В январе 1941 года вторично призван в ряды Красной Армии. С октября 1941 по сентябрь 1942 года служил в 11-м кавалерийском полку НКВД в Средней Азии.
С сентября 1942 года находился на полях сражений Великой Отечественной войны. Воевал в составе 333-й стрелковой дивизии, где был парторгом отдельной разведроты, а в начале ноября 1943 года назначен парторгом стрелкового батальона. Принимал активное участие в битве за Кавказ, Сталинградской битве, третьей битве за Харьков, в Донбасской наступательной операции.
Особенно отличился при форсировании Днепра. 26 ноября 1943 года при переправе через Днепр парторг 1-го стрелкового батальона 1118-го стрелкового полка 333-й Краснознамённой Синельниковской стрелковой дивизии красноармеец Бастанджян в составе батальона уничтожил передовое охранение немецких войск и стал продвигаться вперёд. Внезапно батальон был контратакован противником и тогда, не растерявшись и не поддавшись панике, Бастанджян, находясь на левом фланге батальона, организовал его оборону. Под его командованием бойцы отбили три контратаки врага, и тем самым помешали врагу расчленить батальон.
27 ноября 1943 года во время атаки немецких войск Бастанджян поднял в контратаку подразделение и отбил наступление врага, в результате действий подразделения противник оставил на поле боя убитыми более 100 солдат и офицеров. Военная выучка и умелые действия Миграна Бастанджяна не остались не замеченными — командиром полка 30 ноября 1943 года красноармеец Бастанджян был представлен к награждению высшей наградой Советского Союза.
Указом Президиума Верховного Совета СССР от 22 февраля 1944 года «за образцовое выполнение боевых заданий командования на фронте борьбы с немецко-фашистским захватчиками и проявленные при этом отвагу и геройство» красноармейцу Бастанджяну Миграну Миграновичу присвоено звание Героя Советского Союза с вручением ордена Ленина и медали «Золотая Звезда»(№ 3444).
Окончил школу подготовки офицерского состава в 1944 году. Воевал в составе химического управления 3-го Украинского фронта. После войны — парторг отдельного батальона охраны советской комендатуры в Вене.
В октябре 1945 года лейтенант Мигран Бастанджян уволен в запас. Вернулся домой, работал директором дома отдыха имени Н. Баумана в Гагре.
В 1958 году в возрасте 45 лет скоропостижно скончался. Похоронен на кладбище города Гагры у Пицундского поворота.

## Награды
- Герой Советского Союза (22.02.1944)[1]
- орден Ленина (22.02.1944)
- медаль «За оборону Сталинграда»
- медаль «За оборону Кавказа»
- медаль «За взятие Вены»
- медаль «За победу над Германией»